# BCR基因
BCR基因（英語：BCR gene），或称断裂点簇集区（英語：breakpoint cluster region），是bcr-abl融合基因的组成部分之一，其与费城染色体的形成机制有关。

## 病理学
一个22号染色体与9号染色体的相互易位作用而产生的费城染色体，它通常在慢性粒细胞性白血病患者体内发现。22号染色体的断裂点就在BCR基因中。这个易位作用产生了一种基于BCR基因和ABL基因进行编码而成的融合蛋白，其基因就位于9号染色体的断裂点上。尽管bcr-abl融合基因已经被广泛研究，但普通的BCR基因机制仍然不明。其蛋白产生一些丝氨酸或苏氨酸蛋白激酶活动，并是一类p21rac酶活化蛋白。
Bcr-Abl肿瘤蛋白齐聚反应域（Bcr-Abl oncoprotein oligomerisation domain）位于BCR的氨基端（N-terminus），其为BCR-ABL融合蛋白的齐聚反应必不可少的基因之一。Bcr-Abl肿瘤蛋白齐聚反应域包含一个短状氨基端α螺旋（alpha-1），一个灵活的转角（Turn）和一个长状的C型α螺旋（alpha-2）。其螺旋体转角使得两个α螺旋能够保持平行定向。这一单体分子的蛋白质结构域，通过一个反平行的卷轴螺旋（coiled coil）形成为一个蛋白质二聚体（protein dimer）。其中两个α螺旋彼此之间发生了结构域对换，其中一个α-1螺旋氨基端进行交换，并挤压另个单体上的α-2螺旋（alpha-2）。两个蛋白质二聚体随后形成一个四聚体（tetramer）。

## 相互机制
现今已经发现BCR基因与以下基因发生蛋白-蛋白交互作用（Protein-protein interaction）：PTPN6、XPB、猫肉瘤癌基因、GRB10、CD117、Grb2、MLLT4、Abl基因、HCK、SOS1、PIK3CG、CRKL和桩蛋白。

## 延伸阅读
- Wang L, Seale J, Woodcock BE, Clark RE. . Leukemia. 2002, 16 (8): 1562–3. PMID 12145699. doi:10.1038/sj.leu.2402600.